# Villiappally
Villiappally es una ciudad censal situada en el distrito de Kozhikode en el estado de Kerala (India). Su población es de 34502 habitantes (2011). Se encuentra a 48 km de Kozhikode.

## Demografía
Según el censo de 2011 la población de Villiappally era de 34502 habitantes, de los cuales 15948 eran hombres y 18554 eran mujeres. Villiappally tiene una tasa media de alfabetización del 94,92%, superior a la media estatal del 94%: la alfabetización masculina es del 97,50%, y la alfabetización femenina del 92,74%.